# Die Nile Hilton Affäre
Die Nile Hilton Affäre ist ein Thriller von Tarik Saleh, eine dänisch-schwedisch-deutsche Koproduktion. Der Film lief am 5. Oktober 2017 in den deutschen Kinos an.

## Handlung
Noredin ist Major eines Kairoer Polizeireviers. Seine Frau ist durch einen Unfall ums Leben gekommen. Zusätzlich zu seinem Gehalt als Polizist nimmt er Schutzgelder von Händlern an. Dieses teilt er mit seinem Onkel Kammal Mostafa, der auch sein Chef ist.
Eines Tages kurz vor Beginn des arabischen Frühlings teilt sein Onkel ihm einen neuen Fall zu. In einem Nobelhotel ist die Leiche einer jungen Frau gefunden worden. Im Zimmer untersucht Noredin die Handtasche der Frau. Neben dem Bargeld steckt er den Abholschein eines Fotoladens ein. Bald stellt sich heraus, dass die Tote die bekannte Sängerin Lalena ist. Noredin vermutet, dass ein Zimmermädchen ihm Hinweise auf den Mörder geben könnte. Tatsächlich hatte das sudanesische Zimmermädchen Salwa den Mörder aus dem Zimmer kommen sehen, war inzwischen aber nach Hause gegangen. Leider kennt die Leitung weder die Adresse noch den Nachnamen des Mädchens. Auch der Name des Gastes, der das Mordzimmer gebucht hatte, ist nur dem Besitzer des Hotels bekannt.
Noredin und sein Assistent Momo suchen nach dem Zimmermädchen. Im Fotoladen holt Noredin die Fotos ab. Sie zeigen den bekannten Bauunternehmer Hatem Shafiq beim Sex mit der getöteten Lalena. Noredin fährt zu einer Baustelle Shafiqs, blitzt aber beim Bauunternehmer ab. Sein Onkel teilt ihm mit, dass der Fall als „Selbstmord“ abgeschlossen ist, obwohl der Toten die Kehle aufgeschlitzt worden war. Der Bauunternehmer habe zudem sehr gute Beziehungen zur Staatsspitze.
Lalenas Freundin Gina erkundigt sich auf Noredins Revier nach deren Schicksal. Wie die ermordete Lalena singt Gina in einem Luxus-Nachtclub. Noredin sucht sie abends dort auf und beide gehen von dort in Ginas Luxus-Maisonette, wo sie sich in Ginas Bett lieben.
Am nächsten Tag erhält Noredin die Aufforderung, sich bei der Staatssicherheit zum Gespräch zu melden. Dort fragt man Noredin, ob er Gina kenne und als Noredin verneint, zeigt man ihm die Bilder von der Liebesnacht mit Gina. Sie und Lalena haben für den tunesischen Zuhälter Nagui gearbeitet.
Noredin kann Nagui in einem Drogenlokal festnehmen. Weil er sich im Bereich eines anderen Reviers aufgehalten hat, muss Noredin den Verdächtigen bei seinen Kollegen loskaufen. Noredin befiehlt seinem Kollegen Momo, im Revier auf Nagui aufzupassen. Am nächsten Morgen ist der Zuhälter jedoch aus unerklärlichen Gründen tot. Noredin macht Momo schwere Vorwürfe.
Man sieht, wie ein Killer Salwas sudanesische Freundin und einen älteren Sudanesen, der als Chef bezeichnet wird, tötet. Salwa kann noch gerade über das Dach entkommen. Noredin verhaftet den Bauunternehmer. Der bietet einen bekannten Anwalt auf, jedoch hat der Staatsanwalt „von ganz oben“ den Befehl erhalten, Shafiq tatsächlich festzusetzen.
Überall auf den Straßen sieht man Demonstrationen. Die Polizisten schießen vom Dach ihres Reviers mit halbautomatischen Waffen und treffen sowohl Demonstranten als auch Soldaten, die die Demonstranten in Schach halten sollen. Eine Gruppe Sudanesen – darunter auch das Zimmermädchen Salwa – wird auf der Straße verhaftet und auf das Revier gebracht. Salwa will nicht abgeschoben werden und gibt sich als Zeugin des Lalena-Mordfalls zu erkennen und wird daraufhin in eine Gefängniszelle gesteckt. Momo will einen Fehler wieder gut machen und bringt Salwa zu Noredin, der sie in seinem Auto zu dem Vorfall im Hotel befragt. Kurz vorher haben zwei Männer auf einem Motorrad mit einer automatischen Waffe auf Noredin geschossen und seinen Begleiter, einen Händler, getötet. Im Polizeirevier wird man auf das Verschwinden von Salwa aufmerksam und Momo wird von den Polizisten gefoltert, weil diese wissen wollen, wo Noredin sich aufhält.
Noredin flieht in seinem Auto mit Salwa vor den Killern. Bei einer Tankstelle verlässt er das Auto, um Zigaretten zu kaufen. Ein Mann, der die beiden verfolgt hat, will Salwa töten, doch die kann ihn mit Noredins Waffe töten. Noredin gibt Salwa Geld und rät ihr, das unsichere Land zu verlassen. Darauf untersucht er die Leiche und stellt fest, dass der Killer Mitarbeiter der Staatssicherheit ist. Dann fährt er zu seinem Onkel.
Dieser hat gerade Shafiq gegen sehr viel Geld freigelassen. Noredin ist entsetzt, doch sein Onkel beteuert, wegen des Geldes sei jetzt alles in Ordnung. Noredin berichtet ihm von der Leiche des Staatssicherheits-Killers in seinem Auto. Der Onkel entfernt die Nummernschilder von Noredins Auto und setzt es in Brand. Er erklärt Noredin das Erpressungsmodell, an dem er selbst auch beteiligt war. Gina und ihre Freundin Lalena lockten Männer in ihr Bett, ihr Zuhälter Nagui fotografierte sie dort und erpresste Geld von den Kunden. Jedoch hat sich der erpresste Shafiq in Lalena verliebt. Diese hat ihn beschworen, seine Frau zu verlassen und sie zu heiraten. Um dem Nachdruck zu verleihen, hatte Lalena ihrem Zuhälter die kompromittierenden Bilder gestohlen. Deshalb beauftragte Shafiq die Staatssicherheit, Lalena umzubringen. Auch Gina musste unnötigerweise sterben.
Kammal bringt Noredin mit seinem Auto inzwischen wieder nach Kairo, wo sie in eine Demonstration geraten. Sie steigen aus und gehen zu Fuß weiter. Noredin will seinen Onkel verhaften. Als die Demonstranten Noredin mit seiner Pistole in der Hand als Polizisten erkennen, wird er zusammengeschlagen. Der Onkel verschwindet mit der Geldtasche in der Menge und die Demonstration nimmt weiter ihren Lauf.

## Produktion
Die Dreharbeiten begannen in Ägypten und wurden dann in Casablanca fortgesetzt, nachdem die ägyptischen Behörden die Dreherlaubnis zurückgezogen hatten.

## Rezeption
„»Die Nile Hilton Affäre« ist ein gelungener, atmosphärisch dichter Film. Tarik Saleh bannte die aufgeladene Stimmung der Stadt Kairo im Revolutionsjahr 2011 in ausdrucksstarken Bildern auf die Leinwand, begleitet vom einem suggestiven Sound, den Fredrik Jonsäter kreierte. Man ist umfangen vom Klang Kairos, jener endlosen Kakophonie aus Hupen und Verkehrslärm.“

## Auszeichnungen
- Sundance Film Festival 2017: World Cinema Grand Jury Prize: Dramatic
- Festival international du film policier de Beaune 2017: Grand prix